# Британско-Ирландская епархия
Брита́нско-Ирла́ндская епа́рхия (серб. Епархија британско-ирска) — епархия Сербской православной церкви на территории Великобритании и Ирландии с центром в Лондоне.

## История
Решением Архиерейского Собора Сербской православной церкви, проходившего 14-18 мая 2024 года, Британско-Скандинавская епархия была разделена на две части — Скандинавскую и Британско-Ирландскую.

## Епископы
- Нектарий (Самарджич) (с 18 мая 2024 года)